# Pittsburg (Illinois)
Pittsburg és una població dels Estats Units a l'estat d'Illinois. Segons el cens del 2000 tenia 575 habitants.

## Demografia
Segons el cens del 2000, Pittsburg tenia 575 habitants, 228 habitatges, i 168 famílies. La densitat de població era de 106,2 habitants/km².
Dels 228 habitatges en un 30,3% hi vivien nens de menys de 18 anys, en un 61% hi vivien parelles casades, en un 8,3% dones solteres, i en un 26,3% no eren unitats familiars. En el 24,1% dels habitatges hi vivien persones soles el 12,3% de les quals corresponia a persones de 65 anys o més que vivien soles. El nombre mitjà de persones vivint en cada habitatge era de 2,52 i el nombre mitjà de persones que vivien en cada família era de 2,96.
Per edats la població es repartia de la següent manera: un 24,5% tenia menys de 18 anys, un 9,4% entre 18 i 24, un 28,3% entre 25 i 44, un 23% de 45 a 60 i un 14,8% 65 anys o més.
L'edat mediana era de 36 anys. Per cada 100 dones de 18 o més anys hi havia 108,7 homes.
La renda mediana per habitatge era de 29.722 $ i la renda mediana per família de 35.074 $. Els homes tenien una renda mediana de 29.904 $ mentre que les dones 17.212 $. La renda per capita de la població era de 14.186 $. Aproximadament el 5,2% de les famílies i l'11,3% de la població estaven per davall del llindar de pobresa.

## Poblacions properes
El següent diagrama mostra les poblacions més properes.